# Ньюґрандж
53°41′41″ пн. ш. 6°28′32″ зх. д. / 53.6947251° пн. ш. 6.4755655° зх. д.
Ньюґрандж (англ. Newgrange) — стародавнє мегалітичне курганне поховання в Ірландії, одна із найдавніших споруд у Західній Європі, збудоване людьми приблизно 5000 років тому, в епоху неоліту (кам'яну добу).

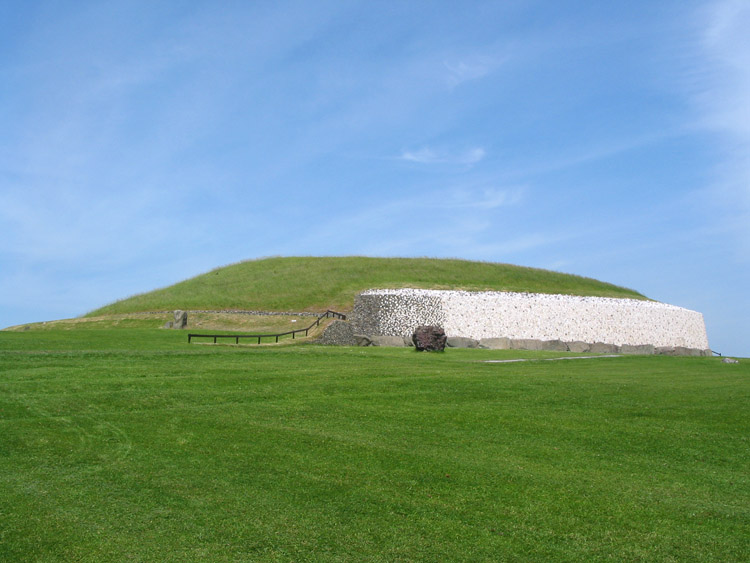
Ньюгрейндж

Курган знаходиться біля містечка Бру-на-Бойн, яке розміщене на березі річки Буан (Воупе). Крім Ньюгренджа тут є археологічні пам'ятки і поховання Наут (Knowth) і Даут (Dowth). Статус міжнародного історичного значення цьому унікальному містечку був офіційно присвоєний ЮНЕСКО  в 1993 р.
Особливе значення в Ньюгрейнджа має довгий кам'яний коридор, що веде в середину величезного кургану, від назви якого і походить це містечко. Курган розміщений на одному акрі (близько 0,4 га). Древні люди спорудили його з 200 000 тонн каменю і землі. Висота кургану 11 метрів, загальний діаметр близько 79-85 метрів. Він облямований 97-ма кам'яними брилами, на багатьох з яких збереглися древні малюнки. Таємниця малюнків ще не розкрита.

## Характеристика
19-метрової довжини коридор веде в похоронну камеру, основу якої складають вертикально поставлені кам'яні моноліти вагою від 20 до 40 тонн. Будова похоронної камери нагадує Стоунхендж, тільки тут кам'яне кільце зверху прикрите насипом із землі і щебеню. Усередині похоронної камери збереглися велика чаша ритуального призначення, а в стінах пробиті ніші, прикрашені кам'яним різьбленням.
Над похоронною камерою знаходиться уступчасте склепіння. Моноліти, що його утворюють, розташовані таким чином, що внизу перебувають самі важчі камені і вага їх у вершині зменшується. Купол всередині порожній і утворює шестикутну шахту 6-метрової висоти, що звужується догори.
При розкопках виявлено, що на зовнішній поверхні перекриття були канавки для стоку води і чашоподібні знаки, досі приховані насипом. Сам насип складався з шарів каменю і торфу, він був відточений опорною стіною-Кербом із орнаментованих плит. По обидві сторони від входу зелені камені Кербі увінчані стіною з білого кварцу.
Вхід у гробницю позначало коло каменів заввишки від 1,5 до 2,5 м. Ще одне коло з 97 каменів, що вертикально стоять, оточувало по периметру саму гробницю. Всі ці камені, а також стіни коридору і похоронної камери покриті орнаментом, що складається з зигзагоподібних ліній, трикутників, концентричних кіл, але найчастіше зустрічається зображення потрійної спіралі. Цей символ був широко поширений в неолітичному мистецтві і, як припускають дослідники, був пов'язаний з циклом смерті і відродження (зокрема, аналогічні символи вирізані на різьблених кам'яних кулях — характерних артефактах тієї ж епохи). Більшість зображень спіралі розташовується при вході в гробницю, ніби позначають кордон між світом мертвих і світом живих. Також серед мотивів зображень зустрічаються чашоподібні знаки і концентричні кільця.
Тунель орієнтований на південний схід, точно на місце сходу Сонця в день зимового сонцестояння. Над входом знаходиться отвір — вікно 20 см завширшки, через яке сонячні промені можуть проникати до внутрішньої камери. Протягом декількох днів (з 19 по 23 грудня), промені вранішнього Сонця проникають по ньому у внутрішню кімнату і яскраво освітлюють її близько 17 хвилин (від 14 до 21 хвилини).

## Історична пам'ятка
Ньюгрейндж виявили в 1699 році робітники, яким потрібен був щебінь для будівництва дороги. Спочатку вчені припустили, що загадкові споруди відносяться до кельтської епохи. Правда, ще в XVIII столітті англійський дослідник Чарлз Валланс визначив Ньюгрейндж як «Печеру Сонця». Але повномасштабні дослідження Ньюгрейндж були розпочаті лише в 1962 у археологічною експедицією під керівництвом професора Майкла Дж. О'келлі.
В 1993 у ЮНЕСКО офіційно присвоїла археологічному ансамблю річки Бойн статус міжнародного історичного пам'ятника. В Списку об'єктів Всесвітньої спадщини Ньюгрейндж охарактеризований як найбільша і найважливіша з мегалітичних споруд Європи.
Ньюгрейндж увійшов в кельтську міфологію як курган фей. Це був будинок бога Дагда, його дружини Боанн та їхнього сина Енгуса, бога любові. Місцеві жителі вірили, що щороку в ніч на 1 листопада, яка вважалася у кельтів ніччю «без часу», коли один рік закінчується і поступається своїм місцем іншому, феї виходять назовні.
Сьогодні Ньюгрейндж відреставрований і відкритий для відвідувачів. Але лише небагатьом щасливчикам — переможцям спеціальної лотереї — доводиться спостерігати феєричне видовище проникнення сонячних променів у внутрішню кімнату на світанку в день зимового сонцестояння. Приміром, у 2005 році було вибрано 50 осіб (по 10 відвідувачів на день) з 27000 бажаючих.